# Elefant (groupe)
Pour les articles homonymes, voir Elefant.
Elefant est un groupe de rock indépendant américain, originaire de New York. Il est formé en 2002, et dissous en 2010.

## Biographie
Né à Détroit de parents argentins dans les années 1970, Diego Garcia tombe très jeune dans la musique d'Iggy Pop et MC5. Son père cardiologue ramène sa famille à Tampa, en Floride, où Garcia obtient, à l'âge de 14 ans, une guitare acoustique et commence à écrire ses chansons. Garcia étudie plus tard à la Brown University en 1996. Décidant de se consacrer à plein temps à la musique, il quitte tout et part pour New York afin de recruter d'autres musiciens, et de jouer finalement mais brièvement avec le groupe local Circus. Un an plus tard, Garcia forme Elefant avec le bassiste Jeff Berrall, le guitariste Mod, et le batteur Kevin McAdams.
Avec des groupes comme Interpol, Elefant s'implique dans la scène new-yorkaise du rock indépendant dans les années 2000. Ils signent avec le label Kemado Records en 2002. Leur premier EP, Gallery Girl, est publié le 4 février 2003. Leur premier album, Sunlight Makes Me Paranoid, est publié le 8 avril 2003, et comprend le single Misfit. Après le succès de Sunlight Makes Me Paranoid, Elefant signe avec Hollywood Records. L'album est réédité par Hollywood en octobre 2004. Leur deuxième album, The Black Magic Show, est publié le 18 avril 2006. Il est produit avec un plus gros budget que le premier et marque un changement significatif dans leur style musical.
Après l'enregistrement de The Black Magic Show, le groupe se met en pause. Ils se séparent officiellement en juin 2010, comme annoncé sur leur page MySpace. Aucune raison n'a été donnée. Garcia se consacre ensuite à une carrière solo.

## Discographie
- 2003 : Gallery Girl (EP)
- 2003 : Sunlight Makes Me Paranoid
- 2004 : Now That I Miss Her (7")
- 2004 : Misfit (7")
- 2006 : The Black Magic Show
- 2006 : Lolita (7") (2006)